# Keystone Korner
Le Keystone Korner est un club de jazz du quartier de North Beach à San Francisco, ouvert de 1972 à 1983, qui fut le lieu de nombreux enregistrements.

## Histoire
Situé au rez-de-chaussée du 750, Vallejo Street, occupé maintenant par le restaurant chinois Little Garden, le nom du Keystone Korner aurait été inspiré par les Keystone Cops de la station de police située non loin au coin de Emery Alley.
En 1969, Freddie Herrera achète le Dino and Carlo's Bar (en). Le Keystone Korner est d'abord un strip club, mais change d'activité lorsque l'auteur-compositeur Nick Gravenites explique à Herrera qu'une salle de concerts amènerait un plus large public. La vigueur de la scène musicale à San Francisco permet à Herrera d'y programmer de jeunes talents, tels que Elvin Bishop, Neal Schon, Boz Scaggs et The Pointer Sisters. 
Le succès est tel qu'Herrera ouvre une plus grande salle, le Keystone Berkeley, puis le Keystone Palo Alto. Le Korner est vendu en 1972 à Todd Barkan, qui va en faire un jazz club de notoriété internationale. Les plus grands noms du jazz s'y produisent : Sonny Rollins et Art Blakey assoient la réputation du lieu, suivis par Miles Davis, McCoy Tyner, Bill Evans et Stan Getz.
En onze ans d'activité, la plupart des grands musiciens de jazz auront joué au Keystone, et certains enregistrements entrent dans l'histoire du jazz. En 1978, Jessica Williams devient la pianiste attitrée du Keystone Korner, elle y restera de nombreuses années.
De fortes hausses de loyer conduisent Todd Barkan à fermer le club en 1983.
En février 1991, Todd Barkan participe à l'ouverture d'un Keystone Korner à Tokyo dans le quartier de Harajukuen tant que directeur artistique, jusqu'en 1994. Le club est ensuite devenu le Harajuku Keynote. De 2001 à 2012, il est directeur artistique du Dizzy’s Club Coca-Cola du Jazz at Lincoln Center à New York.

## Enregistrements
- Rahsaan Roland Kirk, Bright Moments (1973)
- Yusef Lateef, 10 Years Hence (1974)
- McCoy Tyner, Atlantis  (1974)
- David Liebman, Lookout Farm (1976)
- Red Garland, Keystones! (1977)
- Art Pepper, San Francisco Samba (1977)
- Art Blakey, In This Korner (1978)
- Jaki Byard, Sunshine of My Soul: Live at the Keystone Korner (1978)
- Jaki Byard, A Matter of Black and White (1978-79)
- Jaki Byard, The Late Show: An Evening with Jaki Byard (1979)
- Dexter Gordon, Nights at the Keystone, vol.1, 2, 3 (1979)
- Tete Montoliu, Live at the Keystone Corner (1979)
- Bill Evans, The Last Waltz: The Final Recordings (1980)
- Bill Evans, Consecration: The Final Recordings Part 2 (1980)
- Abbey Lincoln, Sophisticated Abbey: Live At The Keystone Korner (1980)
- Abbey Lincoln, Love Having You Around: Live At The Keystone Korner Vol. 2 (1980)
- Art Blakey, Straight Ahead (1981)
- Denny Zeitlin (en) et Charlie Haden, Time Remembers One Time Once (1981)
- Stan Getz, The Dolphin (1981)
- Stan Getz, Spring is Here (1981)
- Freddie Hubbard, Keystone Bop: Sunday Night (1981)
- Freddie Hubbard, Keystone Bop Vol. 2: Friday & Saturday (1981)
- Pharoah Sanders, Heart is a Melody (1982)
- Nat Adderley, On the Move (1982)
- Nat Adderley, Blue Autumn (1982)
- Art Blakey and the Jazz Messengers, Keystone 3 (1982)
- Freddie Hubbard, Above & Beyond (1982)
- Zoot Sims, On the Korner (1983)
- Bobby Hutcherson, Farewell Keystone (1982)
- Cedar Walton, Among Friends (1982)